# Пиндиншан
Пиндиншан (на китайски: 平顶山) е град в провинция Хънан, Източен Китай. Административният метрополен район който включва и града е с население от 4 904 701 жители (2010 г.). Общата площ на административния метрополен район е 7882 кв. км. Намира се в часова зона UTC+8. Телефонният му код е 375. Пощенският код е 467000. МПС кодът е 豫D.

## Побратимени градове
- Сизран, Русия